# Spring Green
Spring Green é uma vila localizada no estado norte-americano de Wisconsin, no Condado de Sauk.

## Geografia
De acordo com o United States Census Bureau tem uma área de 3,4 km², dos quais 3,4 km² cobertos por terra e 0,0 km² cobertos por água. Spring Green localiza-se a aproximadamente 220 m acima do nível do mar.

### Localidades na vizinhança
O diagrama seguinte representa as localidades num raio de 24 km ao redor de Spring Green.

## Demografia
Segundo o censo norte-americano de 2000, a sua população era de 1444 habitantes.
Em 2006, foi estimada uma população de 1440, um decréscimo de 4 (-0.3%).

## Marcos históricos
A relação a seguir lista as entradas do Registro Nacional de Lugares Históricos em Spring Green. O primeiro marco foi designado em 3 de abril de 1973 e o mais recente em 16 de novembro de 2018. Aqueles marcados com ‡ também são um Marco Histórico Nacional.
- Rest Haven Motel
- Samuel and Nina Marcus House
- Shot Tower
- State Bank of Spring Green
- Taliesin‡
- Unity Chapel